# Willem Demets
Willem Demets (South Bend, Verenigde Staten 16 oktober 1894 - Brugge, 21 oktober 1975) was burgemeester van de Belgische gemeente Koolkerke van 1927 tot 1931.

## Levensloop
Demets was in de Verenigde Staten geboren als zoon van de emigranten Jan Demets en Mathilde Debel.
Hij kwam echter naar België terug en trouwde met Leontine Hebb. Ze gingen in Koolkerke wonen langs de Koolkerkse steenweg en hij werd aangeworven als arbeider bij de Koninklijke Nederlandsche Gist- en Spiritusfabriek.

## Burgemeester
Demets nam deel aan de gemeenteverkiezingen van oktober 1926 en werd tot raadslid verkozen. Tijdens de eerste zitting werd hij tot schepen gekozen en meteen ook voorgedragen als burgemeester. Bij koninklijk besluit van 25 februari 1927 werd hij benoemd en volgde hij aldus Alphonse van Caloen op.
Voor het eerst werd een arbeider burgemeester van Koolkerke. Ondanks de afscheiding van de arbeiderswijken van Fort Lapin en Ter Panne, was ook Koolkerke stilaan een arbeidersgemeente aan het worden, omdat veel arbeiders die in de Nederlandse Gist- en Spiritusfabriek werkten, er kwamen wonen.
Tijdens de eerste raadszitting die hij voorzat beloofde Demets aan de ongeruste boeren, dat hij evenzeer de landbouwbelangen zou behartigen.
Demets zette zich in voor de oprichting van een volksbibliotheek in de gemeente.
Na vier jaar nam hij ontslag om plaats te maken voor zijn schepen Firmin Pacqué en verhuisde hij naar Brugge.